# فرودگاه آبی نورث شور
 فرودگاه آبی نورث شور (به انگلیسی: North Shore Aerodrome) یک فرودگاه همگانی است که یک باند فرود بتن دارد و طول باند آن ۷۹۱ متر است. این فرودگاه در کشور نیوزلند قرار دارد و در ارتفاع ۶۵ متری از سطح دریا واقع شده است.

## شرکت‌های هواپیمایی و مقصدهای پروازی
| شرکت‌های هواپیمایی | مقصدهای پروازی            |
| ----------------- | ------------------------- |
| بریر ایر          | گریت بریر، Okiwi          |
| FlyStark          | Whitianga                 |
| سان‌ایر            | همیلتون، رتروا، تائورانگا |